# Вулиця коронації
Вулиця Коронації  — британська телевізійна мильна опера, створена Granada Television і показана на ITV з 9 грудня 1960 року  Програма зосереджується на брукованій вулиці з терасами у вигаданому Везерфілді, містечку, що базується на центрі міста Солфорд, Англія. 
Спочатку серіал транслювався двічі на тиждень, але в 2017 році почав виходити шість разів на тиждень  Програму створив сценарист Тоні Воррен.  Початкову пропозицію Воррена відхилив засновник станції Сідні Бернштейн, але продюсер Гаррі Елтон переконав його створити програму для 13 пілотних епізодів. Відтоді шоу стало значною частиною британської культури. 
Вулиця Коронації створена наступником Гранади, ITV Studios, у MediaCityUK і демонструється в усіх регіонах ITV, а також за кордоном. У 2010 році, до свого 50-річчя, серіал був визнаний Книгою рекордів Гіннеса найдовшою телевізійною мильною оперою у світі.   Вулиця Коронації , яка спочатку перебувала під впливом традицій кухонного реалізму, відома своїм зображенням приземленої спільноти робітничого класу в поєднанні з легким гумором і сильними характерами.  В даний час шоу в середньому відвідують близько п'яти мільйонів глядачів за епізод.  Прем'єра 10 000-го епізоду шоу відбулася 7 лютого 2020 року , а пізніше того ж року відсвяткували своє 60-річчя.

## Історія

### 1960-ті роки
Перший епізод вийшов в ефір 9 грудня 1960 року о 7 годині вечора, і спочатку не мав критичного успіху; Оглядач Daily Mirror Кен Ірвін передбачив, що серіал триватиме лише три тижні.  Телебачення Granada Television замовило лише 13 епізодів, і дехто в компанії сумнівався, що шоу триватиме після запланованого виробництва.  Незважаючи на критику, серіал одразу захопив глядачів, підкорених звичайними героями Коронаційної вулиці.  Програма також використовувала північноанглійську мову та діалект; ласкаві місцеві терміни, як-от «ех, чак?», «nowt» ([naʊt], від naught, нічого не означає) і «by 'eck!» вперше стала широко звучати на британському телебаченні. 
Ранні епізоди розповідали про студента Кена Барлоу (Вільям Роуч), який отримав місце в університеті, тому знайшов своє походження з робітничого класу, а також про його молодшого брата Девіда (Алан Ротвелл) і його батьків Френка (Френк Пембертон). І Айда (Ноель Дайсон) — щось на кшталт збентеження.  Цей персонаж був одним із небагатьох, хто пережив багато життя за межами вулиці Коронейшн. Певним чином це пророкує зростання глобалізації. В епізоді 1961 року Барлоу заявляє: «У ці дні ви не можете продовжувати думати лише про свою власну вулицю. Ми живемо з людьми на іншому кінці світу. Є ще про що хвилюватися, ніж про Елсі Таннер (Пет Фенікс) та її хлопці».  Роуч — єдиний актор, що залишився в оригінальному акторському складі, що робить його актором, який найдовше пропрацював у «Вулиці Коронації», а також у британській та світовій історії мильних серіалів. 
У березні 1961 року «Вулиця Коронації» посіла перше місце в телевізійних рейтингах і залишилася на ньому до кінця року.  Раніше в 1961 році вимірювання телевізійної аудиторії (TAM) показало, що 75% доступних глядачів (15 мільйонів) налаштувалися на Corrie, і до 1964 року в програмі було понад 20 мільйон постійних глядачів, з піком рейтингів 2 грудня 1964 року, 21,36 мільйонів глядачів.   Незважаючи на зростання популярності серед глядачів, дехто критикував Вулицю Коронації за застаріле зображення міського робітничого класу та представлення спільноти, яка була ностальгічною фантазією.  Після першого епізоду в 1960 році Daily Mirror надрукувала: «Програма приречена з самого початку. ... Бо в цьому новому серіалі мало реальності, у якій, мабуть, ми повинні страждати двічі на тиждень». 
У 1964 році Coronation Street призначив нового продюсера Тіма Аспіналла.  Аспінолл вирішив застосувати нову політику мітли, і почалася «Кривава чистка» 1964 року, загалом було звільнено дев’ятьох акторів.   Першою учасницею акторського складу, яку виписали, була Лінн Керол, яка грала Марту Лонгерст з другого епізоду та попереднього перегляду програми.  Її звільнення було настільки суперечливим, що її колега-акторка Вайолет Карсон (Ена Шарплз) погрожувала звільнитися, але зрештою її переконали не робити цього.  ЗМІ широко повідомляли про сюжетну лінію, і коли Лінн Керол здійснила приватну поїздку на виставку ідеального дому Daily Mail у Лондоні, її натовп з боку шанувальників попросили залишити з міркувань громадської безпеки.  Багато хто, включаючи сценариста «Вулиці коронації» Г. В. Кершоу, вважали вбивство Марти відчайдушним кроком для підвищення рейтингів глядачів. 
До 1968 року критики стверджували, що програма більше не відображає життя Британії 1960-х років, десятиліття, коли в країні відбулися значні економічні та соціальні зміни. Гранада поспішила оновити програму з надією представити більше проблемних історій, зокрема Люсіль Г’юїт (Дженніфер Мосс) стала залежною від наркотиків, Джеррі Бут (Грем Габерфілд) у сюжетній лінії про гомосексуалізм, Емілі Ньюгент (Ейлін Дербішир) позашлюбна дитина та представлення темношкірої сім’ї, але всі ці ідеї були відкинуті через страх засмутити глядачів. 

### 1970-ті роки
Виробнича команда серіалу була випробувана, коли на початку 1970-х багато акторів залишили програму. Коли Артур Леслі раптово помер у 1970 році, його персонаж, орендодавець «Роверс» Джек Вокер, невдовзі помер з екрану.  Енн Рід залишила роль Валері Барлоу ; її героїня була вбита в 1971 році, вдаривши себе струмом несправним феном.  Рейтинги досягли мінімуму у вісім мільйонів у лютому 1973 року, коли Пет Фенікс покинув роль Елсі Таннер і Доріс Спід (Енні Вокер) взяли двомісячну відпустку через важку втрату.  Аудиторія іншої флагманської мильної опери ITV «Перехрестя» помітно зросла в цей час, оскільки її відомий акторський склад, як-от Мег Річардсон (Ноеле Гордон), зріс у популярності.  Ці раптові відхилення змусили команду сценаристів швидко розробити персонажів, які раніше були на задньому плані. Ролі переважно молодших персонажів, зокрема Бет Лінч (Джулі Гудір), Дейрдре Гант (Енн Кіркбрайд), Ріта Літтлвуд (Барбара Нокс), Мевіс Райлі (Тельма Барлоу) та Айві Тілдеслі (Лінн Перрі), були створені між 1972 і 1973 роками (з Персонаж Перрі було перейменовано на більш відомого «Тілслі»), а такі персонажі, як Гейл Поттер (Хелен Ворт), Бланш Хант (Патриція Каттс / Меггі Джонс) і Віра Дакворт (Ліз Доун), вперше з’явилися в 1974 році. Ці персонажі залишатимуться в центрі програми протягом багатьох років, а Гейл все ще буде в шоу майже через півстоліття після її першої появи.   Комічні сюжети були популярні в серіалі в 1960-х роках, але на початку 1970-х стали рідкісними. Вони були повторно представлені новим продюсером Біллом Подмором, який приєднався до серіалу в 1976 році. До свого призначення він працював над комедійними постановками Гранади. 
У вересні 1977 року News of the World процитувала актора Стівена Хенкока (Ернест Бішоп), який сказав: «Вулиця вбиває актора. Я просто виконую роботу, а не граю. Сценаристи перетворили мене на Ерні Бішопа. Я пробував протистояти цьому, але дуже важко не грати роль весь час, навіть вдома».  Це було перше побачене громадськістю запеклої суперечки між Генкоком і Granada Television. Генкок заперечував проти системи оплати акторів і погрожував покинути шоу, щоб захистити свої принципи.  Основна суперечка була між Хенкоком і Подмором, а Подмора прозвали «Хрещеним батьком» британські ЗМІ.  Основою аргументу Генкока було те, що різним акторам гарантувалась різна кількість появ у епізодах на рік, тому одні отримували більше грошей, ніж інші. Актори з перших днів програми, у тому числі Пет Фенікс, Доріс Спід і Пітер Адамсон, отримували гарантовану оплату за кожен епізод року, незалежно від того, з’явилися вони насправді чи ні. 
Подмор не бажав змінювати те, що він називав «складною та добре налагодженою системою» , що змусило Хенкока залишитися за своїми принципами та піти у відставку. Тепер проблема змінилася, і сценаристам довелося виписати Ерні, але врятувати його дружину Емілі (Ейлін Дербішир). Було прийнято рішення вбити Ернеста під час невдалого пограбування на фабриці Майка Болдуіна (Джонні Бріггс), де він працював відділом оплати праці. Ернест був убитий одним пострілом у живіт 11 січня 1978 року  Це був перший раз, коли насильство такого масштабу було показано на вулиці Коронейшн, і після того, як епізод вийшов в ефір, комутатор Гранади був заблокований розлюченими глядачами. Листи зі скаргами надходили сотнями, і «Лобі проти телевізійного насильства» різко заперечувало рішення Гранади транслювати епізод.  Гранада заявив, що сюжет не про насильство, а має на меті показати спустошеність і втрату, яку відчуває вдова Ернеста, Емілі.  Вулиця Коронації мала конкуренцію в прайм-тайм, і деякі критики припустили, що програма стала самовдоволеною, відійшовши від соціально життєздатних сюжетних ліній і знову представивши застарілий погляд на життя робітничого класу. 

### 1980-ті роки
Пітер Адамсон, який грав Лена Фейркло з 1961 року , був звільнений у 1983 році за порушення контракту. Телебачення Гранади попередило його за написання несанкціонованих газетних статей, які критикували шоу та акторський склад. Продюсер Coronation Street Подмор звільнив Адамсона, коли з’ясувалося, що він продав свої мемуари після попереднього попередження.  Звільнення співпало із звинуваченнями Адамсона в непристойному нападі на двох молодих дівчат. У квітні 1983 року газета повідомила, що Адамсона заарештували за непристойний напад на двох восьмирічних дівчаток у басейні.  Скарга поліції полягала в тому, що руки Адамсона розбилися, коли давав дівчатам уроки плавання. Телебачення Granada Television надало Адамсону фінансову підтримку через його юридичні проблеми, а в липні 1983 року суд присяжних визнав його невинним 
Суперечка Адамсона щодо його мемуарів і газетних статей не була відома громадськості, і ЗМІ повідомляли, що Адамсона було звільнено через ганьбу, яку звинувачення в непристойному нападі принесли Гранаді та бренду Coronation Street.  Лен Ферклаф загинув поза кадром в аварії на автомагістралі 7 грудня 1983 року. Щоб демонізувати персонажа, було виявлено, що він повертався додому після роману, зраджуючи своїй дружині Риті ( Барбара Нокс ).  Адамсон відсвяткував смерть персонажа, виголосивши некролог по телебаченню в костюмі гроваря. 
У 1988 році актор Крістофер Квінтен, який грав Брайана Тілслі з 27 грудня 1978 року  сказав босам Гранади, що збирається переїхати до Сполучених Штатів, щоб одружитися зі своєю тодішньою нареченою, американською ведучою ток-шоу Лізою Гіббонс, і будувати акторська кар'єра в Лос-Анджелесі.  Оголошуючи про свою відставку, Квінтен намагався гарантувати, що його роль залишиться відкритою для нього, щоб він міг повернутися у випадку, якщо його перебування в Америці провалиться. У той час його герой був одружений з Гейл, і конференція, присвячена виписці Браяна, намагалася знайти виправданий спосіб виписати його, залишаючи достатньо можливостей для можливого повернення. Було прийнято рішення, що Браян повинен померти.  Квінтен був у Лос-Анджелесі, коли вирішувалась сюжетна лінія, і після повернення до Сполученого Королівства він був шокований долею Браяна та погрожував полетіти назад до Америки, щоб сцени не могли бути зняті.  З ним розмовляла його колега Хелен Ворт, яка зазначила, що він може потрапити в чорний список Equity, якщо він раптово покине програму.  Смерть Браяна Тілслі транслювалася 15 лютого 1989 року. Після розпаду шлюбу з Гейл Браян почав проводити вечори на дискотеках і зустрічатися з різними жінками. Він намагався захистити молоду дівчину від групи бандитів біля нічного клубу, але отримав ножове поранення в живіт. Внаслідок отриманих травм він помер.  Ножове поранення викликало масу скарг від глядачів, і Мері Уайтхаус виступила з гнівною проповіддю про телевізійне насильство. 
Між 1980 і 1989 роками вулиця Коронації зазнала найрадикальніших змін з моменту її відкриття. До травня 1984 року Вільям Роуч залишився єдиним оригінальним актором після відходу Вайолет Карсон (Ена Шарплз) у 1980 році, Доріс Спід (Енні Уокер) у 1983 році, а також Пет Фенікс (Елсі Таннер) і Джек Ховарт (Альберт Тетлок) в 1984 році. Альберт Тетлок пішов, коли було оголошено про смерть його героя через кілька місяців після смерті актора Джека Говарта у віці 88 років  У той час як преса пророкувала кінець Коррі, Г. В. Кершоу заявив, що «На вулиці Коронейшн немає зірок. Шоу також отримало нового суперника на Channel 4 із запуском Brookside, а BBC готувалося запустити EastEnders, який вперше вийшов в ефір у лютому 1985 року 
Сценаристи спиралися на численні архетипи серіалу, де усталені персонажі виконували ролі, залишені оригінальним акторським складом.  Філліс Пірс (Джилл Саммерс) вітали як нову Ену Шарплз у 1982 році, Дакворти перейшли на 9 місце в 1983 році та перейшли на роль, яку колись займали Огдени, тоді як Персі Сагден (Білл Уоддінгтон) з’явився в 1983 році та перебрав на себе керівництво роль сварливого ветерана війни від Альберта Тетлока.   Питання про те, хто займе «Роверс Ретурн» після відходу Енні Вокер у 1983 році, знайшло відповідь у 1985 році, коли Бет Лінч (яка також відображала вразливість і силу Елсі Таннер) була призначена господинею. У 1983 році Ширлі Армітейдж (Ліза Льюїс) стала першим головним темношкірим персонажем у ролі машиніста в Baldwin's Casuals. 
27 липня 1981 року Кен Барлоу одружився з Дейрдре Ленгтон (Енн Кіркбрайд). Епізод переглянули понад 15 осіб мільйонів глядачів – більше глядачів ITV, ніж весілля принца Чарльза та леді Діани через два дні.  У 1980-х стосунки зміцнилися між усталеними героями: Альф Робертс (Браян Мослі) одружився з Одрі Поттер (Сью Ніколлс) у 1985 році; Кевін Вебстер (Майкл Ле Велл) одружився з Саллі Седдон (Саллі Віттакер) у 1986 році;  Бет Лінч одружилася з Алеком Гілроєм (Рой Барракло) у 1987 році; У 1988 році овдовіла Айві Тілслі одружилася з Доном Бреннаном (Джоффрі Хінсліфф) і довгоочікуваний союз Мевіс Райлі та Дерека Вілтона (Пітер Болдуін) після десятиліття безперервних романів і невдалої спроби одружитися в 1984 році.
У 1982 році поява Channel 4 і його нової гострої мильної опери Brookside викликала одну з найбільших змін на Coronation Street. На відміну від Коронейшн Стріт, яка мала дуже ностальгічний погляд на життя робітничого класу, Бруксайд об’єднав робітничі сім’ї та родини середнього класу в більш сучасному середовищі. Діалоги часто включали лайки, а історії були більш жорсткими та актуальними. Тоді як оповідання на Коронейшн Стріт були здебільшого про сімейні справи, Бруксайд зосереджувався на соціальних справах, таких як протести, безробіття, наркотики, зґвалтування та чорний ринок. BBC також представила нову мильну оперу в прайм-тайм, EastEnders у 1985 році  У той час як рейтинги «Coronation Street» залишалися незмінними протягом десятиліття, «EastEnders» регулярно отримували вищі показники переглядів завдяки своїм омнібусним епізодам, які показували у вихідні. 
Епізод «Вулиця коронації», який транслювався 2 січня 1985 року, привабив 21,40 мільйона глядачів, що зробило його найпопулярнішим епізодом в історії шоу, заснованим на одному показі.  Наступні епізоди досягли вищих показників, якщо об’єднати цифри оригінальної трансляції та загального випуску. У зв’язку з конкуренцією в прайм-тайм Коррі знову вважали старомодною, а введення «нормальної» сім’ї Клейтонів у 1985 році виявилося невдалим для глядачів, а наступного року було виписано.  Між 1988 і 1989 роками багато аспектів шоу було модернізовано новим продюсером Девідом Ліддіментом. Новий зовнішній комплекс був побудований у 1982 році, а в 1989 році він був перепланований, щоб включити нові будинки та магазини. Техніка виробництва також була змінена з будівництвом нової студії та включенням більшої кількості зйомок на місцевості, що перенесло зовнішні сцени зі зйомки на плівку на відеоплівку в 1988 році  Через новий тиск 20 жовтня 1989 року в ефір вийшов третій щотижневий епізод, який транслювався щоп’ятниці о 7:30 вечора 
У 1980-х роках відбулися деякі з найвидатніших сюжетних ліній в історії програми, як-от роман Дейрдри Барлоу з Майком Болдуіном (Джонні Бріггс) у 1983 році, перша сюжетна лінія мильного серіалу, яка привернула широку увагу ЗМІ.  Ворожнеча між Кеном Барлоу та Майком Болдуіном тривала багато років, Майк навіть одружився з донькою Кена, Сьюзен (Венді Джейн Вокер). У 1986 році на Rovers Return сталася пожежа. Епізод, який вийшов у ефір на Різдво 1987 року, привернув сукупну аудиторію (оригінал і омнібус) у 26,65 мільйон – ця цифра допомогла тому, що цей епізод оголосив про відхід надзвичайно популярного персонажа Хільди Огден (Джин Олександр). Між 1986 і 1989 роками розгорталася історія про психологічне насильство Ріти Фейркло (Барбара Нокс) з боку Алана Бредлі (Марк Іден), а потім його подальша смерть під колесами трамвая в Блекпулі в грудні 1989 року. Ця сюжетна лінія дала шоу найвищий сумарний показник переглядів за всю історію – 26,93 мільйон за епізод, який вийшов в ефір 15 (і 19) березня 1989 року, де Алан ховається від поліції після спроби вбити Ріту в попередньому епізоді. Цей рейтинг іноді неправильно приписують епізоду смерті в трамваї 8 грудня 1989 року. 

### 1990-ті роки
Незважаючи на оновлені набори та зміни у виробництві, Coronation Street все ще зазнав критики. У 1992 році голова Ради зі стандартів мовлення лорд Ріс-Могг розкритикував низьку представленість етнічних меншин і те, що в програмі зображено затишну знайомість минулої епохи, особливо тому, що багато порівнянних сусідів у реальному районі Великого Манчестера мали значний відсоток чорношкірих та азіатських жителів. Деякі газети публікували заголовки на кшталт «Коронейшн-стріт закриває чорношкірих» (The Times) і «Нанесіть колір на t'Street» (Daily Mirror).  Патрік Стоддарт з The Times написав: «Мільйони, які дивляться вулицю Коронейшн – і хто продовжить це робити, незважаючи на лорда Різ-Могга – пізнають справжнє життя, коли вони його бачать ... у найвпевненішій і найдосконалішій мильній опері, яку коли-небудь бачило телебачення».  Протягом багатьох років час від часу з’являлися чорні та азіатські персонажі, але лише в 1999 році в серіалі з’явилася перша регулярна небіла сім’я, сім’я Десаї. 
Нові персонажі Дес (Філіп Міддлміс) і Стеф Барнс (Амелія Булмор) переїхали в один із нових будинків у 1990 році, їх охрестили ЗМІ Яппі.  Ракель Волстенхулм (Сара Ланкашир) вперше з’явилася на початку 1991 року і стала однією з найпопулярніших персонажів епохи до її відходу в 1996 році, після чого ненадовго повернулася через чотири роки. Сім'я Макдональдів була розвиненою, а палкі стосунки між Ліз (Беверлі Каллард), Джимом (Чарльз Лоусон), Стівом (Саймон Грегсон) і Енді (Ніколас Кокрейн) зацікавили глядачів.   Іншими новачками були інвалід-візочник і пенсіонерка Мод Граймс (Елізабет Бредлі), власник кафе середнього віку Рой Кроппер (Девід Нілсон), молода подружня пара Гері та Джуді Маллетт (Іен Мерсер і Гейнор Фей), а також м'ясник середнього віку Фред Елліотт. (Джон Савідент) і його син Ешлі Пікок (Стівен Арнольд). Кількість фарса та фізичного гумору в сюжетних лініях зросла протягом 1990-х, з комічними персонажами, такими як менеджер супермаркету Рег Холдсворт (Кен Морлі) та його водяне ліжко. 
У 1997 році Браян Парк зайняв посаду продюсера з ідеєю просування молодих персонажів на відміну від старшого акторського складу. У свій перший день він виконав образи Дерека Вілтона (Пітер Болдуін), Дона Бреннана (Джоффрі Гінсліфф), Персі Сагдена (Білл Веддінгтон), Білла Вебстера (Пітер Армітаж), Біллі Вільямса (Френк Міллс) і Морін Холдсворт (Шеррі Гьюсон).  Тельма Барлоу, яка зіграла дружину Дерека Мейвіс, була розлючена звільненням свого партнера по зірці та пішла у відставку. Виробнича команда втратила деяких зі своїх ключових сценаристів, коли Баррі Хілл, Адель Роуз і Джуліан Роуч також пішли у відставку. 
Згідно з пропозицією Парка, протягом 1997 і 1998 років були представлені молодші персонажі. Після відходу оригінального актора Воррена Джексона було перероблено підлітка Ніка Тілслі, якого зіграв Адам Рікітт, вперше з’явилася мати-одиначка Зої Таттерсолл (Джоанна Фроггатт), а проблемна сім’я Баттерсбі переїхала в №5. Сюжети зосереджені на вирішенні «проблем», таких як торговці наркотиками, еко-воїни, релігійні культи та транссексуальна жінка.  Парк звільнився в 1998 році, вирішивши, що він зробив те, що мав намір зробити; він стверджував, що його найбільшим досягненням було представлення Гейлі Паттерсон (Джулі Хесмондхалг), першого трансгендерного персонажа в британському милі. Персонажка одружилася з Роєм Кроппером незабаром після її прибуття.
Деякі глядачі були відчужені новою вулицею Коронації, а деякі ЗМІ висловили своє несхвалення. Отримавши критику за те, що вона занадто віддалена, Коррі тепер намагалася наслідувати більш сучасні Brookside та EastEnders. У Daily Mirror Віктор Льюїс-Сміт написав: «Мабуть, неважливо, що це першокласна мильна опера, чудово написана та бездоганно виконана досвідченою репертуарною трупою».  Одна з найвідоміших сюжетних ліній Коронейшн-стріт в березні-квітні 1998 року, коли Дейрдре Рачід (Енн Кіркбрайд) неправомірно ув'язнена після стосунків із шахраєм Джоном Ліндсеєм (Оуен Ааронович). Епізод, у якому Дейдр відправили до в'язниці, мав 19 глядачів мільйони глядачів, а кампанії «Звільніть Weatherfield One» виникли в засобах масової інформації.  Тодішній прем'єр-міністр Тоні Блер навіть прокоментував вирок Дейрді в парламенті.  Дейрдру звільнили через три тижні, а Гранада заявила, що завжди прагнула її звільнити, незважаючи на інтерес ЗМІ.

### 2000-ті роки
8 грудня 2000 року шоу відзначило своє 40-річчя, випустивши в прямому ефірі годинний епізод. Король Чарльз III (тоді принц Уельський) з'явився в образі самого себе в репортажі ITV News.  На початку року 13-річна Сара-Луїза Платт (Тіна О'Браєн) завагітніла і 4 червня народила дівчинку Бетані. Лютневий епізод, де Гейл повідомили про вагітність її дочки, переглянули 15 мільйонів глядачів.  З 1999 по 2001 рік були представлені сюжетні лінії, пов’язані з проблемами, як-от зґвалтування Тоя Баттерсбі (Джорджія Тейлор), викрадення прийомної дитини Роєм і Хейлі Кроппер (Девід Нейлсон і Джулі Хесмондхалг), викрадення Сари Платт в Інтернет-чаті та викрадення Альми Геллівелл. (Аманда Беррі) смерть від раку шийки матки.  Такі сюжетні лінії були непопулярні серед глядачів, і рейтинги впали, і в жовтні 2001 року Макнот був раптово переведений до іншого департаменту Гранади, і керувала Каролін Рейнольдс. У 2002 році Кіран Робертс був призначений продюсером і мав на меті відновити «ніжні сюжетні лінії та гумор», після того, як вирішив, що Street не повинен намагатися конкурувати з іншими мильними серіалами. 
У липні 2002 року Гейл пошлюбила Річарда Хіллмана (Браян Капрон), нещодавно представленого фінансового консультанта, який уже залишив Даггі Фергюсона (Джон Боу) помирати після того, як той упав зі драбини під час сварки та вбив свою колишню дружину Патрицію (Аннабель Апсіон), перш ніж убити сусідку Максін Пікок (Трейсі Шоу); і намагається вбити як свою тещу Одрі Робертс (Сью Ніколлс), так і її давню подругу, Емілі Бішоп (Ейлін Дербішир), заради фінансової вигоди через його зростаючі борги. Після того, як у лютому 2003 року Гейл зізнався у своїх злочинах у дворучному епізоді, Хіллман залишив вулицю на два тижні, а потім повернувся з наміром убити себе, а також Гейл, її дітей Сару та Девіда (Джек П. Шеперд) і онука Бетані, перш ніж загнати їх у канал – хоча сім’я Платтів вижила, поки Річард потонув. Це сталося лише через кілька місяців після того, як Сара отримала серйозні травми, будучи пасажиром викраденого автомобіля, який розбився. Сюжет привернув широку увагу преси, а кількість переглядів досягла максимуму в 19,4 мільйонів, а ЗМІ охрестили Гіллмана «серійним вбивцею». 
Тодд Грімшоу (Бруно Ленглі) став першим регулярним гомосексуальним персонажем Коррі.  У 2003 році був представлений інший гей-персонаж, Шон Таллі (Ентоні Коттон). Двоєженство Пітера Барлоу (Кріс Гаскойн) і його пристрасть до алкоголю, пізніше в десятилітті, помста Майї Шарми (Саша Бехар) колишньому коханому Деву Алахану (Джиммі Харкішин), психологічне насильство Чарлі Стаббса (Білл Ворд) проти Шеллі Анвін (Саллі Ліндсей) і смерть Майка Болдуіна (Джонні Бріггс), Віри Дакворт (Ліз Доун) і Фреда Елліотта (Джон Савідент). У 2007 році Трейсі Барлоу (Кейт Форд) вбила Чарлі Стаббса і стверджувала, що це була самооборона; аудиторія під час цієї сюжетної лінії досягла максимуму в 13,3 мільйон. На церемонії British Soap Awards 2007 року він отримав нагороду за найкращий сюжет, а Форд була визнана найкращою акторкою за її роль. 
У липні 2007 року, після 34 років у ролі Віри Дакворт, Ліз Доун покинула шоу через погане самопочуття. Після розмови між Доун і продюсерами Кіраном Робертсом і Стівом Фростом було прийнято рішення вбити Віру Дакворт.
4 квітня 2007 року Тіна О'Брайен оголосила британській пресі, що покине Коронейшн-стріт пізніше цього року.  Сара-Луїза, яка була залучена в деякі з найсуперечливіших історій десятиліття, пішла у грудні 2007 року разом зі своєю донькою Бетані. У 2008 році Мішель дізналася, що Раян (Бен Томпсон) не був її біологічним сином, його випадково поміняли при народженні Алексом Нісоном (Даріо Коутс). Карла Коннор (Елісон Кінг) звернулася до Ліама за розрадою та розвинула до нього почуття. Незважаючи на те, що він знав про її почуття, Ліам одружився з Марією Сазерленд (Самія Лонгчамбон). Син Марії та Ліама народився мертвим у квітні, і під час відчуження від Марії після смерті їхньої дитини Ліам мав з Карлою стосунки на одну ніч, історія, яка допомогла прокласти шлях до його від’їзду. 
У серпні 2008 року Джед Стоун (Кеннет Коуп) повернувся після 42 років. Ліам Коннор і його колишня невістка Карла віддалися один одному і закрутили роман. Наречена Карли Тоні Гордон (Грей О'Брайен) виявила цей роман і в жовтні вбила Ліама під час наїзду. Карла намагалася змиритися зі смертю Ліама, але вирішила, що все ще кохає Тоні, і одружилася з ним 3 грудня в епізоді, який привернув увагу 10,3 мільйонів глядачів. У квітні 2009 року стало відомо, що батько Ейлін Грімшоу (Сью Клівер), Колін (Едвард де Соуза), син двоюрідного брата Елсі Таннер (Пет Фенікс), Арнлі, спав зі старою однокласницею Ейлін, Полою Карп (Шерон Дусе)), коли вона ще вчилася в школі, і що донька Паули Джулі (Кеті Кавана) насправді також була донькою Коліна. Інші історії 2009 року включали народження Марією сина Ліама та її подальші стосунки з вбивцею Ліама Тоні, шлюб Стіва Макдональда (Саймон Грегсон) з Беккі Грейнджер (Кетрін Келлі) та роман Кевіна Вебстера (Майкл Ле Велл) з Моллі Доббс (Вікі Бінс). На Різдво 2009 року Саллі Вебстер (Саллі Дайневор) сказала чоловікові Кевіну, що у неї рак молочної залози, саме тоді, коли він збирався залишити її заради коханки Моллі. 

### 2010-ті роки
Шоу почало транслюватися у високій роздільній здатності в травні 2010 року, а 17 вересня того ж року «Вулиця Коронації» потрапила до Книги рекордів Гіннеса як найтриваліша телевізійна мильна опера у світі після американської мильної опери «Як обертається світ». Вільям Роуч був визнаний актором серіалу, який найдовше грає.  50-річчя Coronation Street ' відзначено семи епізодами, а також спеціальним одногодинним випуском у прямому ефірі, який транслювався з 6 по 10 грудня. Середня кількість епізодів становила 14 млн глядачів, частка 52,1% аудиторії. Ювілей також був повідомлений у спеціальних випусках ITV та випусках новин. За сюжетною лінією, бар Ніка Тілслі та Ліанн Баттерсбі — The Joinery — вибухнув під час парубоцької вечірки Пітера Барлоу. У результаті віадук було зруйновано, трамвай Metrolink вилетів на вулицю, знищивши D&amp;S Alahan's Corner Shop і The Kabin. В результаті катастрофи загинули двоє персонажів, Ешлі Пікок (Стівен Арнольд) і Моллі Доббс (Вікі Бінс), а також невідомий водій таксі. Ріта Салліван (Барбара Нокс) вижила, незважаючи на те, що опинилася під уламками свого зруйнованого магазину. Фіз Стейп (Дженні Макалпайн) передчасно народила дівчинку Хоуп. Епізод EastEnders, який транслювався в той самий день, що й епізод, присвячений 50-річчю Coronation Street, данину, у якій персонажка Дот Бреннінг (Джун Браун, яка ненадовго з’являлася в шоу в 1970-х роках) сказала, що вона ніколи не пропускає жодного епізоду Coronation Street.

### 2020-ті роки
7 лютого 2020 року, через 10 місяців до свого 60-річчя, Coronation Street випустила в ефір свій знаковий 10 000-й епізод, тривалість якого було збільшено до 60 хвилин. Продюсери заявили, що епізод міститиме «ностальгічну подорож доріжкою спогадів» і «кивок до власного минулого».  Через місяць ITV оголосив, що виробництво мила доведеться призупинити, оскільки у Великій Британії запроваджено національне обмеження через пандемію COVID-19 (дивіться вплив пандемії COVID-19 на телебачення). 
Після 11-тижневої перерви для всіх акторів і знімальної групи зйомки відновилися в червні 2020 року. Епізоди передбачатимуть соціальне дистанціювання для дотримання вказівок, встановлених британським урядом, і було підтверджено, що всім акторам старше 70 років, а також тим, хто має проблеми зі здоров’ям, не буде дозволено бути на знімальному майданчику, доки це не стане безпечним. так. Це ветерани Коронаційної вулиці Вільям Роуч (Кен Барлоу) у віці 88 років, Барбара Нокс (Ріта Таннер) у віці 87 років, Малкольм Гебден (Норріс Коул) у віці 80 років і Сью Ніколлс (Одрі Робертс) у віці 76 років. Продовження було визнано безпечним для Морін Ліпман (Евелін Пламмер) і Девіда Нейлсона (Рой Кроппер).  До грудня всі актори повернулися на знімальний майданчик, і в середу, 9 грудня 2020 року, серіал відсвяткував своє 60-річчя, і початкові плани епізоду були змушені змінити через рекомендації щодо COVID-19.  Ювілейний тиждень став завершенням тривалої сюжетної лінії примусового контролю, яка почалася в травні 2019 року, коли Джефф Меткалф (Іен Бартолом’ю) образив Ясмін Назір (Шеллі Кінг).  Розбірка, яка призвела до смерті Джеффа, дозволила послабити правила соціального дистанціювання за умови, що члени знімальної групи створили соціальну бульбашку перед зйомками.  Наприкінці 2021 року продюсер серіалу Ієн Маклеод оголосив, що початкові плани щодо 60-ї річниці тепер відбуватимуться в рамках спеціального тижня епізодів у жовтні 2021 року 
12 жовтня 2021 року було оголошено, що Coronation Street візьме участь у спеціальному перехресному заході за участю 7 британських телесеріалів для популяризації теми зміни клімату напередодні Конференції ООН зі зміни клімату 2021 року.   Протягом тижня, починаючи з 1 листопада, у програмі публікувалися ролики в соціальних мережах за участю Ліама Кавана (Джонні Макферсон) і Амелії Спенсер (Дейзі Кемпбелл) з Еммердейла, а також Деніела Грейнджера (Меттью Чемберс) з «Лікарів», а події з Холбі Місто також згадувалося.  Подібний кліп із Марією Коннор (Самія Лонгчамбон) також був представлений на EastEnders.  24 січня 2022 року ITV оголосив, що з березня 2022 року в рамках капітального перегляду своїх вечірніх програм «Вулиця коронації» буде виходити в ефір у вигляді трьох 60-хвилинних епізодів на тиждень. 
У 2023 році відбулося більше важких сюжетних ліній, таких як: переслідувач Дейзі Міджлі, який завершився нападом з кислотою, зґвалтування Емі Барлоу руками Аарона Сендфорда та діагноз Пола Формана з хворобою моторних нейронів. Серед нових акторів, представлених у серіалі, були Кейт Фіттон і Клер Суїні.

## Дійові особи
Починаючи з 1960 року, у «Вулиці Коронації» було багато дійових осіб, популярність яких в аудиторії та критики сильно відрізнялася. Оригінальний акторський склад був створений Тоні Ворреном із персонажами Ени Шарплз (Вайолет Карсон), Елсі Таннер (Пет Фенікс) та Енні Вокер (Доріс Спід) як центральні фігури.  Ці три жінки залишалися в шоу принаймні 20 років і стали архетипами британської мильної опери, часто наслідуючи інші серіали. Ена була метушнею вулиці, бойовою сокирою та самопроголошеним моральним голосом.  Елсі була дівчиною з серцем, яку чоловіки постійно ображали в пошуках справжнього кохання.  Енні Вокер, господиня Rovers Return Inn, мала марення величі та вважала себе кращою за інших мешканців. 
Вулиця Коронейшн стала відомою завдяки зображенню сильних жіночих персонажів , включаючи оригінальних персонажів, таких як Ена, Енні та Елсі, а пізніше Хільда Огден (Джин Олександр), яка вперше з’явилася в 1964 році; усі чотири стали відомими іменами протягом 1960-х років.  Програма Уоррена була в основному матріархальною, що деякі коментатори пояснюють жіночим середовищем, в якому він ріс.  Отже, у серіалі є давня традиція чоловіків, які зазнали психологічного насильства, серед яких найвідоміші Стен Огден (Бернард Юенс) і Джек Дакворт (Білл Тармі), чоловіки Гільди та Віри Дакворт (Ліз Доун) відповідно.
Персонаж, який найдовше прослужив, Кен Барлоу (Вільям Роуч), увійшов у сюжетну лінію як молодий радикал, що відображає молодь Британії 1960-х років, де такі фігури, як Beatles, Rolling Stones і модель Твіггі, мали змінити концепцію юнацького бунту. Хоча решта оригінальної родини Барлоу була вбита до кінця 1970-х, Кен, який протягом 27 років був єдиним персонажем з першого епізоду, що залишився, залишався незмінною ланкою протягом усієї серії. У 2011 році Денніс Таннер (Філіп Лоурі), ще один персонаж з першого епізоду, повернувся на вулицю Коронації після 43 років відсутності. З 1984 року Кен Барлоу був єдиним оригінальним персонажем серіалу. Емілі Бішоп (Ейлін Дербішир) з’являлася в серіалі з січня 1961 року, коли серіалу було всього кілька тижнів, і була найдовшим жіночим персонажем у серіалі, перш ніж вона пішла в січні 2016 року після 55 років. Ріта Таннер (Барбара Нокс) з’явилася в одному епізоді серіалу в грудні 1964 року, а в січні 1972 року повернулася як постійний актор. На даний момент вона є другою найдовшою учасницею оригінального акторського складу шоу. Роуч і Нокс також є двома найстаршими учасниками серіалу, їм 91 і 90 років відповідно.
Стен і Хільда Огден познайомилися в 1964 році, і Хільда стала одним із найвідоміших персонажів британських мильних опер усіх часів. Під час опитування 1982 року її визнали четвертою за впізнаваністю жінкою у Великобританії після королеви Єлизавети, королеви-матері, королеви Єлизавети II і Діани, принцеси Уельської.  Найвідомішими атрибутами Хільди були її шпилька, бігуді та «мюріель» у її вітальні з трьома орнаментами «літаючої» качки. Від’їзд Хільди Огден на Різдво 1987 року залишається найпопулярнішим епізодом «Вулиці Коронації» за всю історію — майже 27 000 000 глядачів. Стен Огден був убитий у 1984 році після смерті актора Бернарда Юенса після тривалої хвороби, яка обмежила його появу до кінця. 
Бет Лінч (Джулі Гудієр) вперше з’явилася в 1966 році, перш ніж стати регулярною в 1970 році, і згодом стала однією з найвідоміших персонажів Коррі.  Бет була центральною героїнею шоу з 1985 року до відходу в 1995 році, її часто називали «Королевою вулиці» ЗМІ та її саму. Персонажка ненадовго повернулася в червні 2002 і листопаді 2003 
Вулиця Коронації та її персонажі часто значною мірою покладаються на архетипи, а характеристики деяких поточних і недавніх акторів частково базуються на колишніх персонажах. Філліс Пірс (Джилл Саммерс), Бланш Хант (Меггі Джонс) і Сільвія Ґудвін (Стефані Коул) втілили роль суєти, яку спочатку виконувала Ена, Саллі Вебстер (Саллі Дайневор) стала снобісткою, як Енні, і ряд жіночих персонажів програми, таких як Карла Коннор (Елісон Кінг), відображають вразливість Елсі та Бет. Серед інших повторюваних архетипів — ветеран війни, як-от Альберт Тетлок (Джек Ховарт), Персі Сагден (Білл Веддінгтон) і Гері Віндасс (Майкі Норт), незграбний менеджер роздрібної торгівлі, як-от Леонард Свіндлі (Артур Лоу), Рег Холдсворт (Кен Морлі), Норріс. Коул (Малкольм Гебден), запальні, жорсткі торговці, такі як Лен Фейркло (Пітер Адамсон), Джим Макдональд (Чарльз Лоусон), Томмі Харріс (Томас Крейг) і Оуен Армстронг (Іен Пулстон-Девіс), а також постійні невдахи, такі як Стен і Хільда, Джек і Віра, Лес Баттерсбі (Брюс Джонс), Бет Тінкер (Ліза Джордж) і Кірк Сазерленд (Ендрю Ваймент). 
Лиходії також є поширеними типами персонажів, наприклад Трейсі Барлоу (Кейт Форд), Алан Бредлі (Марк Іден), Дженні Бредлі (Саллі Енн Метьюз), Роб Донован (Марк Бейліс), Френк Фостер (Ендрю Лансел), Тоні Гордон (Грей О.). 'Браєн), Кез Хаммонд (Рі Бейлі), Річард Гіллман (Браян Кепрон), Грег Келлі (Стівен Біллінгтон), Вілл Чаттертон (Леон Окенден), Натан Кертіс (Крістофер Харпер), Каллум Логан (Шон Ворд), Карл Манро (Джон) Мічі), Пет Фелан (Коннор Макінтайр), Девід Платт (Джек П. Шеперд), Майя Шарма (Саша Бехар), Кірсті Сомс (Наталі Ґумед), Джон Стейп (Грем Хоулі), Джефф Меткалф (Іен Бартолом’ю) та Гері Віндасс (Майкі Норт). Колишній архіваріус і сценарист шоу Даран Літтл не погодився з характеристикою шоу як збору стереотипів. «Натомість пам’ятайте, що Елсі, Ена та інші були першими в своєму роді, яких коли-небудь бачили на британському телебаченні. Якщо пізніші персонажі є стереотипами, це тому, що вони з тієї ж самої оригінальної форми. Це сотні програм, які слідували за ними, які копіювали Вулиця Коронаційна». 

## Сюжетні лінії
Багато актуальних питань було розглянуто на вулиці Коронейшн, наприклад, зґвалтування, в тому числі чоловіче та подружнє, історичне сексуальне насильство, вагітність неповнолітніми, проблеми трансгендерів, право на смерть, расизм, примусовий контроль, рак, гомосексуалізм, домашнє насильство, догляд за дітьми та самогубство, серед інших.
Основні сюжетні лінії включають: роман Майка та Дейрдри (1983), смерть Брайана Тілслі (1989), жорстоке поводження Алана Бредлі з Рітою (1989), роман Кевіна та Наталі (1997), Дейрдри неправомірно ув’язнено за шахрайство (1998), неповнолітня вагітність Сари Платт (2000), зґвалтування Тойї (2001), рак Алми (2001), історія серійного вбивці Річарда Гіллмана (2002–2003), двоєженство Пітера Барлоу (2003), роман Кевіна та Моллі (2009), знущання Кірсті над Тайроном (2012), рак Хейлі (2013), неповнолітня вагітність Фей (2015), догляд Бетані (2017), Девід зґвалтування (2018), самогубство Ейдана (2018), рак шийки матки у Сінейд (2019), жорстоке поводження з Ясмін (2020), пекло, що переслідує Дейзі (2023) і хвороба Пола (2023).

## Виробництво

### Формат трансляції

Фото набору та виробничої бази Coronation Street, яка використовується з 2013 року в центрі MediaCityUK у 2020 році.

Між 9 грудня 1960 року та 3 березня 1961 року Coronation Street виходив у ефір двічі на тиждень, у середу та п’ятницю.  У цей період п’ятничний епізод транслювався в прямому ефірі, а середовий епізод був попередньо записаний 15 через хвилини.  Коли 6 березня 1961 року програма була повністю об’єднана в мережу, дні трансляції змінилися на понеділок і середу.  Останній регулярний епізод, який транслювали в прямому ефірі, відбувся 3 лютого 1961 року.
Більшу частину 1960-х серіал транслювався у чорно-білому режимі. Була проведена підготовка до зйомки епізоду 923, який буде переданий у середу, 29 жовтня 1969 року, у кольорі. У цьому випуску розповідалося про мешканців вулиці під час автобусної поїздки до Озерного краю. Зрештою підходящої кольорової плівки для фотоапаратів не вдалося знайти, і відео було знято в чорно-білому режимі. Наступний епізод, переданий у понеділок, 3 листопада, був записаний у кольорі, але містив чорно-білі вставки та послідовність заголовків. Як і BBC1, мережа ITV на той момент офіційно транслювалася в чорно-білому режимі (хоча фактично програми транслювалися в кольорі ще в липні того року для перевірки та налаштування передачі кольору), тому більшість бачили цей епізод у чорно-білому режимі.
Мережа ITV, як і BBC1, розпочала повнокольорові передачі 15 листопада 1969 року. Даран Літтл, протягом багатьох років офіційний архіваріус програми, стверджує, що першим епізодом, який було передано в кольорі, був епізод 930, показаний 24 листопада 1969 року  У жовтні 1970 року суперечка між техніками переросла в кольоровий страйк, коли працівникам звукозапису було відмовлено в надбавці до заробітної плати, яка була надана роком раніше операторам за роботу з кольоровим записуючим обладнанням. Умови робочого правила полягали в тому, що персонал відмовлявся працювати з новим обладнанням (хоча старе чорно-біле обладнання на той час було утилізовано), і тому програми записувалися та транслювалися в чорно-білому режимі, включно з Coronation Street.  Суперечка була вирішена на початку 1971 року, і останній чорно-білий епізод був трансльований 10 лютого 1971 року, хоча епізоди, передані 22 і 24 лютого 1971 року, містили чорно-білі вставки про місце. 
З 22 березня 2010 року Coronation Street випускався у форматі 1080/50i для трансляції на платформах HDTV на ITV HD. Першою передачею в цьому форматі стала серія 7351 31 травня 2010 року з новими назвами та перезаписаною темою. 26 травня 2010 року ITV опублікував попередній перегляд нових HD-назв на веб-сайті Coronation Street. Через порушення авторських прав лише глядачі, які проживають у Великобританії, могли бачити їх на сайті ITV. 

### Виробничий персонал
Творець Coronation Street, Тоні Уоррен, написав перші 13 епізодів програми в 1960 році і продовжував писати для програми з перервами до 1976 року.  Згодом він став романістом , але зберіг зв’язки з Коронейшн Стріт. Уоррен помер у 2016 році. 
Гаррі Кершоу  був редактором сценарію для Coronation Street, коли програма розпочалася в 1960 році, працюючи разом з Тоні Ворреном. Кершоу також був автором сценарію для програми та продюсером шоу між 1962 і 1971 роками. Він залишається єдиною людиною, поряд з Джоном Фінчем, яка обіймала три посади редактора сценарію, сценариста та продюсера. Адель Роуз була першою жінкою-письменницею Coronation Street  і автором серіалу, який найдовше пропрацював у серіалі, написавши 455 сценаріїв між 1961 і 1998 роками. Вона також створила Byker Grove.  Роуз також отримала премію BAFTA в 1993 році за свою роботу в шоу. 
Білл Подмор був найдовшим продюсером шоу. До того часу, як він пішов у відставку в 1988 році, він пропрацював 13 років у керма виробництва. Бульварна преса прозвала його «хрещеним батьком» , він був відомий своїм жорстким, безкомпромісним стилем, і його боялися як знімальна група, так і акторський склад. Він відомий тим, що в 1983 році звільнив Пітера Адамсона, Лена Фейркло з серіалу. Ієн Маклауд є поточним продюсером серіалу. 
Майкл Аптед, відомий за Up! серії документальних фільмів, був режисером програми на початку 1960-х. Цей період його кар'єри став першим із багатьох його співробітництв із письменником Джеком Розенталем. Розенталь, відомий такими телевізійними п'єсами, як «Хлопчик з бар-міцви», почав свою кар'єру в шоу, написавши понад 150 епізодів між 1961 і 1969 роками  Пол Ебботт був редактором сюжетів у програмі у 1980-х роках і почав писати епізоди в 1989 році, але пішов у 1993 році, щоб продюсувати Cracker, для якого він пізніше писав, перш ніж створити власні драми, такі як Touching Evil і Shameless.  У середині 1990-х років Рассел Т. Девіс ненадовго був автором сюжету в програмі , а також написав сценарій для спеціального фільму «Viva Las Vegas!» . Він також став відомим сценаристом його власні резонансні телевізійні драматичні програми, включно з Queer as Folk і відродженням у 2005 році «Доктора Хто».  Джиммі Макговерн також написав кілька епізодів. 

### Тематична музика
Головну музику для шоу, композицію для корнета в супроводі духового оркестру, кларнета та контрабаса, що нагадує музику північного оркестру, написав Ерік Спір.  Оригінальна мелодія називалася «Ланкаширський блюз», і в 1960 році Спіру заплатили 6 фунтів стерлінгів за її написання. 
Особистість трубача не була відома громадськості до 1994 року, коли джазовий музикант і журналіст Рон Сіммондс виявив, що це був музикант із графства Суррей Ронні Хант. Він додав, що «пізніші роки була зроблена спроба перезаписати це соло за допомогою Стена Родеріка, але воно звучало надто добре, і вони повернулися до старого».  У 2004 році Manchester Evening News опублікувала суперечливу історію про те, що молодий музикант з Вілмслоу на ім'я Девід Браунінг грав оригінальну версію. Однак після подальшого розслідування його історія виявилася неправдивою, Браунінг не знав, що оригінальний трубач Ронні Хант був ще живий, доводячи, що він був справжнім і законним гравцем, який виконав соло. З його профспілковими платіжними листами та контрактом Браунінг був доведений фальшивим.  
Нова, повністю перезаписана версія мелодії замінила оригінал, коли серіал почав транслюватися у форматі HD 31 травня 2010 року. Він супроводжував нову послідовність титрів у стилі монтажу із зображеннями Манчестера та Везерфілда.  Версія мелодії в стилі реггі була записана The I-Royals і випущена Media Marvels і WEA в 1983 році 
Епізоди в 1960-х, 1970-х і 1980-х роках регулярно привертали увагу людей віком від 18 до 21 мільйонів глядачів   , а в 1990-х і на початку 2000-х років від 14 до 16 мільйон за епізод було б типовим.   Як і більшість наземних телевізійних передач у Великій Британії, відбулося зниження глядацької аудиторії, і середня аудиторія шоу становить трохи менше 9 мільйон за епізод станом на  2013, залишаючись однією з найвищих рейтингових програм у Великобританії.   EastEnders і Coronation Street часто змагалися за найвищий рейтинг шоу. 
Епізод, який вийшов в ефір 2 січня 1985 року, в якому Бет Лінч (Джулі Гудієр) дізнається, що вона отримала роботу менеджера Rovers Return, є найпопулярнішим окремим епізодом в історії шоу, залучивши 21,40 мільйона глядачів.  Епізод від 25 грудня 1987 року, де Хільда Огден (Джин Александер) залишає вулицю, щоб почати нове життя в якості домробітниці для довгострокового роботодавця доктора Лоутера, привернув загальну аудиторію 26,65 мільйонів для свого оригінального ефіру та повторного показу 27 грудня 1987 року.  Це другий за величиною сукупний рейтинг в історії шоу. Серіал, який вийшов 15 (та 19) березня 1989 року, отримав найвищий за всю історію сумарний рейтинг у 26,93 мільйона, де Ріта Феркло (Барбара Нокс) перебуває в лікарні, а Алан Бредлі (Марк Іден) ховається від поліції після спроби щоб убити Риту в попередньому епізоді. 

### Зйомки

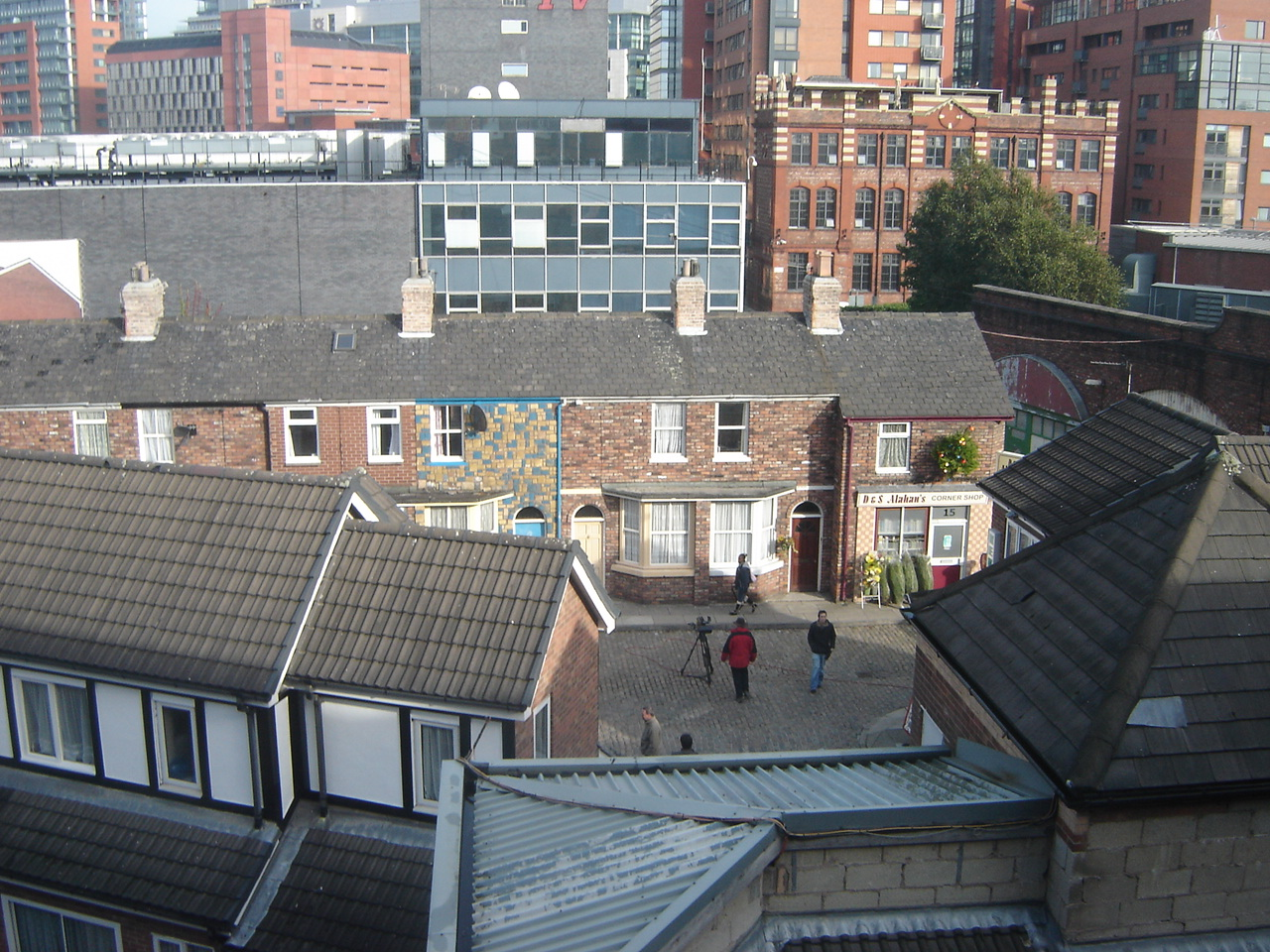
Знімок екстер’єру колишньої вулиці Коронейшн, що відбувається в Granada Studios. Зйомка розташована недалеко від центру Манчестера, тому висотні будівлі, які не є частиною програми.

Фото набору та виробничої бази Coronation Street, яка використовується з 2013 року в центрі MediaCityUK у 2020 році.

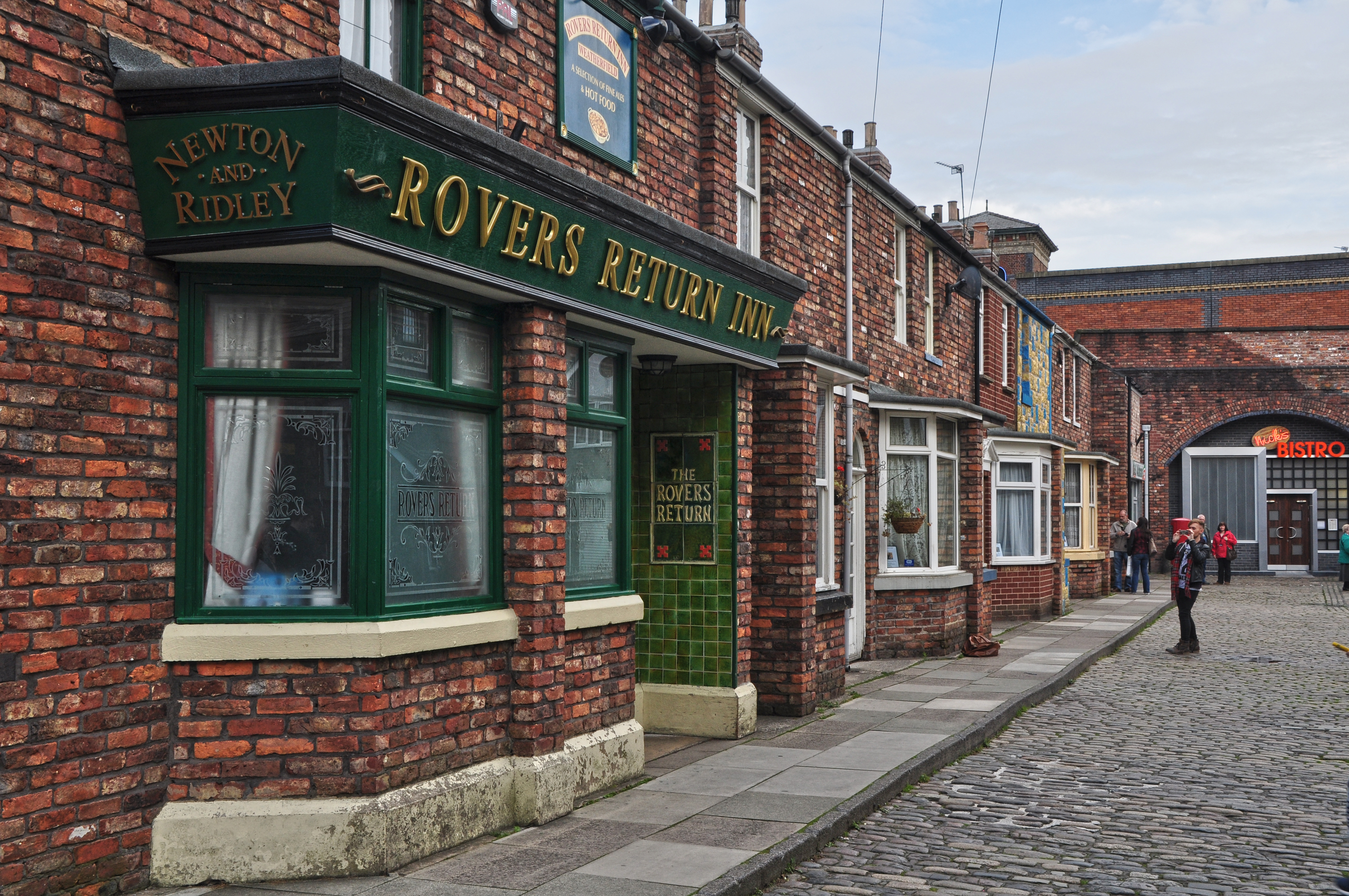
Вид на вулицю Коронейшн на знімальний майданчик MediaCityUK з пабом Rovers Return на передньому плані

Звичайні зовнішні будівлі, показані на вулиці Коронейшн, включають ряд будинків з терасою, кілька таунхаусів і громадські зони, включаючи газетні кіоски (The Kabin), кафе (Roy's Rolls), звичайний продуктовий магазин (D&S Alahan's), фабрику (Underworld). і громадський будинок Rovers Return Inn. Головним місцем зустрічі героїв серіалу є Rovers Return Inn. 
Між 1960 і 1968 роками вуличні сцени транслювали/записували на плівку до того, як знімали знімальний майданчик у студії, де фасади будинків були зменшені в масштабі до 3/4 і були побудовані з дерева.  У 1968 році Гранада побудувала зовнішню декорацію, яка не дуже відрізнялася від внутрішньої версії, яка використовувалася раніше, з дерев’яними фасадами студії, які просто звели на новому місці.  Коли шоу почало транслюватися в кольорі, їх замінили на цегляні фасади, а в 1970-х роках додали задні двори. 
У 1982 році в районі Гранади, між Куей-стріт і Ліверпуль-роуд у Манчестері, було побудовано постійну повну вулицю.  Набір був виготовлений із відновленої салфордської цегли.  Комплекс був оновлений у 1989 році будівництвом нового заводу, двох цехів і трьох сучасних міських будинків на південній стороні вулиці. 
Між 1989 і 1999 роками тур Granada Studios Tour дозволяв представникам громадськості відвідувати знімальний майданчик. Зовнішній комплект був розширений і оновлений в 1999 році. Це оновлення додало фасади Розамунд-стріт і Вікторія-стріт, а також додало віадук на Розамунд-стріт. Більшість інтер’єрних сцен знімають у прилеглій спеціально збудованій студії. 
У 2008 році на вулиці Вікторія було розпочато будівництво багатоквартирного будинку Victoria Court з розкішними квартирами. 
У 2014 році виробництво було переміщено на нове місце на Траффорд-Ворф, колишню докову територію приблизно в двох милях на схід, яка є частиною комплексу MediaCityUK.  Пристань Траффорд побудована на місці колишньої зупинки вантажівок поруч із Північним Імперським військовим музеєм. Від початку до кінця знадобилося два роки, щоб відтворити культову вулицю. Будинки були побудовані майже в повному масштабі після того, як раніше вони мали три чверті. 5 квітня 2014 року персонал почав дозволяти заброньовані публічні відвідування старої набережної. На телебаченні з’явилася реклама туру з голосом Вікторії Вуд.  Тур був припинений у грудні 2015 року.
12 березня 2018 року відбулося офіційне відкриття розширення комплексу Victoria Street. У новому наборі був сад із меморіальною лавкою, яка віддає данину пам’яті 22 жертвам вибуху на Манчестер Арені, у тому числі «суперфанату» Коронейшн Стріт Мартіну Хетту. Дільниця включає поліцейську станцію Великого Манчестера під назвою Weatherfield Police station. У рамках угоди про розміщення продуктів між трьома компаніями та ITV Studios нові доповнення включають трамвайну зупинку під назвою Weatherfield North із брендом Transport for Greater Manchester Metrolink, а також передні фасади Costa Coffee та Co-op Food під брендом Weatherfield екранізовано інтер’єрні сцени. Зовнішні сцени на новому знімальному майданчику вперше вийшли в ефір 20 квітня 2018 року. 
20 квітня 2018 року ITV оголосило, що вони отримали офіційне схвалення дозволу на планування, щоб дозволити замовлені публічні відвідування знімального майданчика MediaCityUK Trafford Wharf. Тури розпочалися у вихідні дні з 26 травня 2018 року.  Набір було розширено в березні 2022 року, додавши Weatherfield Precinct, на будівництво якого пішло шість місяців і був натхненний Солфордом. Новий розділ набору включав двоповерхову будівлю з мезонетами, сходами та балконом, що веде до об’єктів нерухомості, площею та низкою магазинів і приміщень. 

## Трансляція

### Об'єднане Королівство
Протягом 60 років вулиця Коронейшн залишалася в центрі розкладу прайм-тайму ITV. Наразі програма демонструється у Великобританії трьома годинними епізодами протягом трьох вечорів на тиждень на ITV у 8 Часовий проміжок вечора - понеділок, середа та п'ятниця. Додаткові епізоди транслювалися в інший час, наприклад, між 22 і 26 листопада 2004 року, коли було показано вісім епізодів.  Інколи пізні епізоди Коронаційної вулиці починаються о 10 вечора, через вододіл.
З п’ятниці, 9 грудня 1960 року, до п’ятниці, 3 березня 1961 року, програма демонструвалася у двох епізодах, які транслювалися в середу та п’ятницю о 7. вечора  Розклади були змінені, і з понеділка, 6 березня 1961 року, до середи, 11 жовтня 1989 року, програма демонструвалася у двох епізодах, які транслювалися в понеділок і середу о 7:30. вечора  Третя щотижнева серія була представлена в п'ятницю, 20 жовтня 1989 року, в ефір о 7:30 вечора  З 1996 року додатковий епізод транслювався о 7:30 ввечері в неділю ввечері.
Окрім Гранади, програма спочатку з’явилася на таких станціях мережі ITV: Anglia Television, Associated-Rediffusion, Television Wales and the West, Scottish Television, Southern Television та Ulster Television. Починаючи з епізоду 14 у середу, 25 січня 1961 року, телеканал Тайн Тіз транслював програму. Це залишило ATV у Мідлендсі єдиною станцією ITV, яка не транслювала шоу. Коли вони вирішили транслювати програму, національну трансляцію змінили з середи на п’ятницю о 7 годині вечора до понеділка та середи о 7:30 вечора, і програма стала повністю об'єднаною в цю нову домовленість з епізоду 25 у понеділок, 6 березня 1961 року.
Оскільки мережа ITV зростала протягом наступних кількох років, програма транслювалася цими новими станціями в ці дати: Westward Television з епізоду 40 1 травня 1961 року, Border Television з епізоду 76 4 вересня 1961 року, Grampian Television з епізоду 84 1 травня 1961 року. 2 жовтня 1961 року, Channel Television з епізоду 180 3 вересня 1962 року та Teledu Cymru (північний і західний Уельс) з епізоду 184 17 вересня 1962 року. На цей момент мережа ITV була завершена, і програма майже безперервно транслювалася по всій країні о 7:30 вечорами в понеділок і середу протягом наступних двадцяти восьми років.
З епізоду 2981 у п’ятницю, 20 жовтня 1989 року, о 7:30 після вечора було введено третій щотижневий епізод, який збільшився до чотирьох епізодів на тиждень з епізоду 4096 у неділю 24 листопада 1996 року, знову о 7:30 вечора  Другий епізод у понеділок був представлений у 2002 році та транслювався о 8:30 вечора, щоб оголосити повернення Бет Лінча.  Понеділок 8:30 pm епізод використовувався з перервами під час популярної сюжетної лінії Річарда Гіллмана і став регулярною частиною з епізоду 5568 у понеділок, 25 серпня 2003 року.
У січні 2008 року ITV скасував недільний епізод і замість цього показував другий епізод по п'ятницях о 8:30 вечора, а останній недільний епізод вийшов в ефір 6 січня 2008 року  З 23 липня 2009 року по вересень 2012 року середнє шоу було замінено випуском о 8:30 вечора по четвергах.   Щосереди о 8:30 додано шосту щотижневу серію вечора з 20 вересня 2017 р. 
У березні 2020 року стало відомо, що епізоди, які зараз знімалися для майбутньої трансляції (оскільки епізоди знімаються за кілька тижнів наперед) під час пандемії COVID-19, будуть показані інакше. Замість шести епізодів на тиждень транслюватимуться лише три епізоди, які транслюватимуться як зазвичай у понеділок, середу та п’ятницю в звичайний часовий інтервал 7:30. вечора Зазначені заходи набудуть чинності з 30 березня.  Одночасно в оголошенні також згадувалося, що літній акторський склад шоу буде "списаний" через рекомендації щодо здоров'я, видані громадською охороною здоров'я Англії та NHS.  22 березня ITV оприлюднив заяву, в якій підтверджується, що зйомки «Вулиці Коронації» та «Еммердейла» призупинено.  
У червні 2020 року ITV оголосив, що зйомки відновляться 9 червня. Однак, завдяки новим заходам охорони здоров’я та безпеки, актори віком понад 70 років або з основними захворюваннями не поверталися на знімальний майданчик, поки виробництво не вирішило, що це безпечно для них. 
У липні 2020 року ITV оголосив, що Coronation Street повернеться до звичайного виходу шести епізодів на тиждень у вересні того ж року. 
У жовтні 2020 року Морін Ліпман і Девід Нілсон вперше з’явилися в серіалі з липня того ж року, оскільки на початку року всі актори віком понад 70 років тимчасово покинули серіал. Вільям Роуч, Барбара Нокс і Сью Ніколлс повернулися в грудні.
22 січня 2021 року ITV оголосив, що зйомки будуть призупинені з 25 січня, щоб переписати «історії та сценарії внаслідок пандемії коронавірусу» та «переглянути всі вимоги щодо здоров’я та безпеки». ITV також підтвердив, що це рішення не вплине на їх здатність показувати шість епізодів на тиждень. 
У січні 2022 року було оголошено, що через 60 років у 7.30 вечора, час передачі Coronation Street на 8 вечора через те, що вечірні новини ITV мають більшу тривалість, штовхаючи Emmerdale до 7:30 ввечері по буднях. Подвійні епізоди по понеділках, середах і п’ятницях об’єднані в годинні слоти в ці дні. Новий розклад запрацював у понеділок, 7 березня 2022 року. 

#### Повтори та класичні епізоди
Повторні епізоди, зведені передачі та спеціальні програми демонструвалися на різних каналах ITV. Після кількох років на ITV2 у січні 2008 року омнібус повернувся на головний канал ITV, де виходив у суботу вранці або вдень, залежно від розкладу та часу.
У травні 2008 року він перейшов на недільний ранок до серпня 2008 року, коли він повернувся на суботу. У січні 2009 року він повернувся до недільного ранку, зазвичай транслюючи близько 9:25 ранку до грудня 2010 року. У січні 2011 року омнібус перейшов на суботній ранок на ITV о 9:25 ранку. Під час Чемпіонату світу з регбі, який проходив у Новій Зеландії, матчі мали транслюватися в суботу вранці, тому омнібус перенесли на суботній обід/день у вересні та жовтні 2011 року. 22 жовтня 2011 року омнібус повернувся до суботнього ранку о 9:25 ранку на ITV. У січні 2012 року омнібус перейшов на ITV2, а потім перейшов на ITV3 у січні 2020 року. У січні 2022 року омнібус повернувся на ITV2.
Старіші епізоди транслювали супутниковий і кабельний канал Granada Plus з моменту його запуску в 1996 році. Перші показані епізоди були з епізоду 1588 (спочатку переданого в понеділок, 5 квітня 1976) і далі. Спочатку внесений до списку та рекламувався як Classic Coronation Street, «класика» була вилучена на початку 2002 року, на цьому етапі були епізоди з кінця 1989 року. До моменту закриття каналу в 2004 році повтори дійшли до лютого 1994 року 
На додаток до цього, «спеціальні програми» транслювалися по суботах у другій половині дня в перші роки існування каналу з кількома епізодами, заснованими на конкретній темі або персонажах. Останній епізод, показаний у цих спеціальних випусках, був з 1991 року. Крім того, 27 і 28 грудня 2003 року в ефір вийшло кілька різдвяних випусків шоу.
З 2 жовтня 2017 року ITV3 розпочав трансляцію послідовних повторів Classic Coronation Street у другій половині дня. Дві класичні серії транслювалися з понеділка по п’ятницю о 2:40 вечора до 15:45 вечора, починаючи з епізоду 2587 (спочатку переданого в середу, 15 січня 1986 р.) і далі. 
До 60-річчя вулиці Коронації 7-11 грудня 2020 року о 10:00 год. вечора–11:05 вечора ITV3 транслював спеціальні епізоди мила, включаючи Епізод 1, епізод десятої річниці з грудня 1970 року, два епізоди з нагоди двадцятої річниці в грудні 1980 року, два епізоди з нагоди тридцятої річниці в грудні 1990 року, епізод 2000 року в прямому ефірі з сорокової річниці в Грудень 2000 року та епізод до п’ятдесятої річниці, який вийшов в ефір після повторення «Дороги на вулицю Коронації». 
У Великодній понеділок 2022 року, на честь майбутнього 90-річчя Вільяма Роуча, 18 квітня 2022 року о 10:25 вийшли в ефір вісім спеціальних епізодів «Вулиці коронації Кена Барлоу». ранок–2:35 вечора Показані епізоди: Episode 1 з грудня 1960 року, Ken and Deirdre Tie the Knot з липня 1981 року, Ken's Affair з грудня 1989 року, Deirdre's Fling з січня 2003 року, Steve and Karen's Wedding Shocker з лютого 2004 року, Ken and Deirdre's Second Wedding з квітня 2005 року, Відпустка Кена та Дейрдри з серпня 2014 року та смерть Дейрдри з липня 2015 року.

### Міжнародний
Вулицю Коронації показують у різних країнах світу. YouTube має першу серію та багато інших, доступних як повтори.
Програма вперше вийшла в ефір в Австралії в 1963 році на TCN -9 Сідней, GTV -9 Мельбурн і NWS -9 Аделаїда, а до 1966 року Коронейшн Стріт була більш популярною в Австралії, ніж у Великобританії.  Врешті-решт шоу залишило безкоштовне телебачення в Австралії. Він ненадовго повернувся до Nine Network у денний слот протягом 1994–1995 років. У 2005 році STW -9 Perth почав показувати епізоди до 6 pm news, щоб покращити лідерство в Nine News Perth, але це не спрацювало, і через кілька місяців шоу було скасовано.  У 1996 році почалося платне телебачення, і Арена почала демонструвати серіал частинами по годині по суботах і неділях о 6:30 вечора EST. Пізніше серіал перенесли на платний телеканал UKTV (нині BBC UKTV), де його показують досі. Вулицю Коронації показують пн-чт о 7:20 вечора за східним стандартним часом і подвійний епізод по п’ятницях, причому епізоди на каналі відстають від трансляції у Великобританії на тиждень.
У Канаді Coronation Street транслюється на телеканалі CBC. До 2011 року епізоди показувалися в Канаді приблизно через 10 місяців після того, як вони вийшли в ефір у Британії; однак, починаючи з осені 2011 року, CBC почав показувати два епізоди щодня в будні, щоб наздогнати покази ITV о 6:30 вечора та 7 вечора за місцевим часом з понеділка по п'ятницю, з омнібусом по неділях о 7:30 ранку. У травні 2014 року CBC відставав від Великобританії лише на два тижні, тому шоу було скорочено до одного показу щодня о 6:30 вечора за місцевим часом. Шоу дебютувало на CBLT в Торонто в липні 1966 року  Видання Книги рекордів Гіннесса 2002 року визнає, що 1144 епізоди, продані нині неіснуючій телевізійній станції Саскатун, Саскачеван, CBKST, що належить CBC, 31 травня 1971 року, були найбільшою кількістю телешоу, коли-небудь придбаних за одну операцію.  Шоу традиційно транслювалося в Канаді вдень у будні з недільним ранковим омнібусом. У 2004 році CBC переніс трансляції в будні дні з денного слота в прайм-тайм.   У світлі заходів жорсткої економії, введених на CBC у 2012 році, які включають подальше скорочення неканадських програм, одним із закордонних шоу, яке залишиться в розкладі CBC, є Coronation Street, за словами директора з планування контенту CBC Крістін Вілсон, яка прокоментувала: «Неофіційно можу вам сказати, що вулиця Коронейшн повертається. Якби вона не повернулася, щось би сталося на Парламентському пагорбі».  Керстін Стюарт, керівник англомовного відділу CBC, одного разу зауважила: «З усіх глядачів CBC фанати Coronation Street є найвідданішими, за винятком, можливо, глядачів керлінгу».  Станом на середину 2022 року Канада приблизно на три тижні відстає від Великобританії та транслює шість епізодів на тиждень.
В Республіці Ірландія Coronation Street зараз показують на Virgin Media One. Шоу вперше вийшло в ефір у 1978 році, коли RTÉ2 почав показувати епізоди з 1976 року, хоча Ірландія наздогнала поточні епізоди Великобританії в 1983 році. У 1992 році він перейшов до RTÉ One, але в 2001 році Granada TV купив 45 відсотків TV3, і тому TV3 транслював серіал з 2001 по 2014 рік. У 2006 році ITV продав свою частку каналу, але TV3 продовжував купувати мило до кінця 2014 року, коли він перейшов до UTV Ireland. Вулиця Коронейшн транслювалася на всіх основних ірландських телеканалах, за винятком ірландсько-мовної мережі TG4. У грудні 2016 року Coronation Street повернувся на TV3 (нині Virgin Media One). Шоу незмінно є найпопулярнішою програмою каналу щотижня.
Дві голландські станції транслювали Coronation Street: VARA показала 428 епізодів між 1967 і 1975 роками, а SBS6 вів шоу протягом періоду, починаючи з 2010 року. З 2006 року серіал також транслювався невеликим фламандським бельгійським каналом Vitaya.
У Новій Зеландії «Вулиця коронації» показували місцево з 1964 року, спочатку на телебаченні NZBC до 1975 року,  а потім на TV One, який транслював його у 4-серійному/2-годинному блоці по п’ятницях з 7:30 вечора У вересні 2014 року TV One додав 2-серійний/1-годинний блок у суботу з 8:30 вечора Через те, що TV One не оновився до показу еквівалента п’яти-шести епізодів на тиждень, Нова Зеландія продовжувала все більше відставати з епізодами та станом на березень 2014 року відставала від Великобританії на 23 місяці. Протягом будніх днів тижня, що закінчився 11 квітня 2014 року та попередніх тижнів, Coronation Street була найменшою для перегляду програмою на TV One у 7:30 вечорами зі значним відривом порівняно з іншими будніми днями,  Серіал виходив у вівторок і четвер о 7:30 вечора до жовтня 2011 року, коли шоу перенесли на 5:30 вечора півгодинний інтервал щодня. Цей крок виявився непопулярним серед шанувальників,  і за кілька тижнів серіал швидко перемістили в його поточний прайм-тайм. Епізоди 7883, 7884, 7885 і 7886 були показані 16 травня 2014 року. Спочатку вони транслювалися у Великій Британії з 4 по 11 червня 2012 року. 10 травня 2018 року було оголошено, що поточні епізоди 2016 року будуть перенесені на 13:00 з понеділка по п’ятницю під назвою «Наздоганяючі серії», а в прайм-тайм із середи по п’ятницю експрес-серіали транслюватимуться в Новій Зеландії на тиждень пізніше, ніж у Великій Британії під назвою «Епізоди 2018 року ці зміни будуть введені в дію з 11 червня 2018 року.
У Південній Африці епізоди Coronation Street транслювалися через три дні після дати ефіру у Великобританії на ITV Choice, поки канал не припинив трансляцію в червні 2020 року, епізоди тимчасово припинили трансляцію, поки вони не перемістилися в M-Net City, починаючи з жовтня 2020 року 
У Сполучених Штатах Coronation Street транслюється або транслюється по кабелю лише на північних ринках, де трансляція CBC з Канади перекриває кордон або доступна в місцевих кабельних системах. Його транслювали на американському кабельному каналі CBC, Trio, доки CBC не продала свою частку в каналі Universal, перш ніж він був закритий у 2006 році. Починаючи з 2009 року, епізоди були доступні в Сполучених Штатах через службу за запитом Amazon.com, на місяць пізніше від початкової дати виходу у Великобританію.  Остання серія шоу, доступна на Amazon, здається з листопада 2012 року, оскільки нових епізодів не було завантажено. 15 січня 2013 року онлайн-розповсюджувач Hulu почав транслювати епізоди шоу, публікуючи новий епізод щодня, через два тижні після початкової дати виходу в ефір.   Якийсь час на веб-сайті Hulu було зазначено: «Нові епізоди «Вулиці коронації» будуть недоступні з 7 квітня 2016 року», те ж саме говорилося про британське мило Hollyoaks , але Hulu знову показує нові епізоди «Вулиці коронації» як квітня 2017 року, на два тижні позаду дати ефіру у Великобританії. Сервіс BBC/ITV Britbox показує нові епізоди в той же день, що й у Великобританії. Коронаційна вулиця також була показана на USA Network протягом невідомого періоду, починаючи з 1982 року 
Військовослужбовці Її Величини та їхні сім'ї, дислоковані за кордоном, можуть дивитися вулицю Коронейшн на ITV, що транслюється Британською службою мовлення збройних сил, яка також доступна для цивільних осіб на Фолклендських островах. Раніше його показували на BFBS1. 
Супутниковий канал ITV Choice показував програму в Азії, на Близькому Сході, на Кіпрі та на Мальті, перш ніж канал припинив мовлення в 2019 році 

## Мерч
The Street, журнал, присвячений шоу, був запущений у 1989 році. Редагований Біллом Хіллом, журнал містив короткий виклад останніх сюжетних ліній, інтерв’ю, статті про класичні епізоди та історії, які відбулися до 1960 року. Спочатку формат був A5, а з сьомого випуску він розширився до A4.  Журнал припинив роботу після випуску 23 у 1993 році, коли закінчився контракт видавця з Granada Studios Tour і Гранада захотіла випускати власний журнал. 
25 червня 2010 року відеогра шоу була випущена на Nintendo DS.  Гра була розроблена Mindscape і дозволяла гравцям виконувати завдання у вигаданому місті Ветерфілд. 

### Дискографія
У 1995 році, щоб відзначити 35-річчя програми, був випущений компакт-диск під назвою The Coronation Street Album, що містить кавер-версії сучасних пісень і стандартів сучасних учасників. 
Альбом потрапив до Топ-40 хітів, коли «The Coronation Street Single»  (подвійний а-сайд, що містить кавер-версію «Always Look on the Bright Side of Life» Монті Пайтона Білла Веддінгтона – з різними учасниками на бек-вокалі – з одного боку та  «Something Stupid» Джонні Бріггса та Аманди Беррі з іншого) досяг 35 місця в офіційних чартах Великобританії.
У 2010 році на честь 50-річчя Coronation Street було випущено альбом із піснями, які співали учасники. Альбом отримав назву Rogues, Angels, Heroes & Fools, і згодом був перетворений у мюзикл. 

## Спін-офи

### Телебачення
У 1965 році Granada запустила один допоміжний продукт, Pardon the Expression, після історії менеджера магазину одягу Леонарда Свіндлі (Артур Лоу) після того, як він покинув Weatherfield. Досвід управління Свіндлі був перевірений, коли його призначили помічником менеджера у вигаданому універмазі «Добсон і Хоукс». Гранада випустила дві серії спін-оффу, які завершилися в 1966 році 
У 1967 році Артур Лоу повернувся в ролі Леонарда Свіндлі у фільмі «Вимкни світло», недовгому сиквелі «Пробачте за вираз». Він показував лише одну серію з шести епізодів, перш ніж її скасували. 
З 1985 по 1988 рік Granada TV випустив ситком під назвою «Брати МакГрегор», у якому зображено пару зведених братів (один чорний, інший білий), які з’явилися в одному епізоді «Вулиці коронації» як старі друзі Едді Їйтса та гості на його весіллі. Оригінальні актори були недоступні, тому персонажі були перероблені з Полом Барбером і Філіпом Вітчерчем. Шоу складалося з 26 епізодів у чотирьох серіалах.
У 1985 році була запущена дочірня серія Albion Market. Він тривав один рік, було випущено 100 епізодів.

#### Кросовери
У 2010 році кілька акторів із серіалу з’явились у «Шоу Джеремі Кайла» як мильні персонажі: Девід Платт (Джек П. Шеферд), Нік Тілслі (Бен Прайс), Тіна Макінтайр (Мішель Кіган) і Грем Проктор (Крейг Гейзі). У вигаданому напівімпровізованому сценарії Девід звинуватив Ніка (його брата) і Тіну (його колишню дівчину) у тому, що вони сплять разом. 
У листопаді 2010 року Coronation Street і конкуруюча мильна опера EastEnders мали кросовер для Children in Need під назвою «East Street». Зірки EastEnders, які відвідали Weatherfield, включають Лорі Бретт у ролі Джейн Біл, Чарлі Г. Гокінс у ролі Даррена Міллера, Кайлі Беббінґтон у ролі Джоді Голд, Ніну Вадію у ролі Зейнаб Масуд та Джона Партриджа у ролі Крістіана Кларка. 
21 грудня 2012 року Coronation Street випустив спеціальну програму «Текстовий Санта» під назвою «Різдвяний Коррі», в якій зображений Норріс Коул у стилі Скруджа, якого відвідують привиди мертвих персонажів. Привидами були Майк Болдуін, Максін Пікок, Дерек Вілтон і Віра Дакворт. Інші особливі гості включають Торвілл і Дін, Лорейн Келлі і Шейла Рейд. Епізод завершився тим, що Норріс дізнався про помилку свого шляху та танцював на бруківці. Початковий план для цього повнометражного фільму передбачав участь Джека Дакворта разом із Вірою, але актор Білл Тармі помер до початку зйомок. Наприкінці пролунав запис його голосу. 

#### Документальні фільми
Вулиця Коронації: Сімейний альбом — це кілька документальних фільмів про різні родини, які живуть на вулиці.
«Прощання ..." — це кілька документальних фільмів, у яких розповідається про найкращі моменти одного персонажа, який нещодавно покинув серіал, зокрема, Прощавай, Майк (Болдуін), Прощавай, Віра (Дакуорт), Прощавай, Бланш (Хант), Прощавай, Джек (Дакуорт), Прощавай Дженіс (Баттерсбі), прощавай Ліз (Макдональд), прощавай Беккі (Макдональд) і прощавай Тіна (Макінтайр). Більшість із них транслювалися в той самий день, що й останні сцени персонажа серіалу.
Зірки на вулиці виходили в ефір на Різдво 2009 року. У ньому актори з мила розповідали про відомих запрошених зірок, які з’являлися в серіалі, включаючи людей, які брали участь у ньому до того, як стали відомими.
У грудні 2010 року ITV зняв кілька спеціальних програм до 50-річчя. Coronation Street Uncovered: Live, ведучий Стівен Малхерн, показали після того, як епізод із трамвайною аварією вийшов в ефір на ITV2. 7 і 9 грудня, під час зворотного відліку найкращих моментів Коррі, Coronation Street: 50 Years, 50 Moments, глядачі проголосували за «Барлоуз в Анонімних Алкоголіків» як найкращий момент. 10 грудня Пол О’Грейді вів вікторину «Coronation Street: The Big 50» із трьома командами з мила та командою знаменитостей, які відповідали на запитання про Coronation Street та інші серіали. Крім того, Come Dine with Me і Celebrity Juice транслювали спеціальні випуски Coronation Street на ювілейному тижні.

#### Міжнародна адаптація
Німецький телесеріал Lindenstraße взяв за зразок вулицю Коронації. Lindenstraße розпочався в 1985 році, а останній епізод транслювався 29 березня 2020 року після майже 35 років трансляції.

### Фільми
Протягом багатьох років Coronation Street випустив кілька фільмів прямого перегляду. На відміну від інших серіалів, які часто використовували фільми прямо на відео, щоб висвітлити більш суперечливі сюжетні лінії, які можуть бути заборонені мовником, Coronation Street здебільшого використовувала ці фільми, щоб перезавантажити своїх персонажів в інших місцях.
У 1995 році Coronation Street: The Cruise, також відомий як Coronation Street: The Feature Length Special, був випущений на VHS на честь 35-ї річниці серіалу, за участю Ріти Салліван, Мевіс Вілтон, Алека Гілроя, Керлі Воттса та Ракель Воттс. ITV активно рекламував програму як ексклюзивну програму прямого перегляду, але 24 березня 1996 року транслювала її коротку версію. Незалежна телевізійна комісія розслідувала трансляцію, оскільки глядачі скаржилися, що ITV ввів їх в оману. 
У 1997 році після суперечливого круїзного спін-оффу Coronation Street: Viva Las Vegas! був випущений на VHS, за участю Віри Дакворт, Джека Дакворта, Фіони Міддлтон і Максін Пікок під час поїздки до Лас-Вегаса, яка включала тимчасове повернення Рея Ленгтона.
У 1999 році було знято шість спеціальних епізодів «Вулиці коронації» за історією Стіва Макдональда та Вікрама Десаї в Брайтоні, яка включала тимчасове повернення Бет Гілрой, Рега Холдсворта та Вікі МакДональд.  Це відео було названо Coronation Street: Open All Hours і випущено на VHS.
У 2008 році ITV оголосив про початок зйомок нового спеціального епізоду на DVD «Coronation Street: Out of Africa» за участю Кірка Сазерленда, Фіза Брауна, Чесні Брауна, який включав тимчасове повернення Сілли Баттерсбі-Браун. Софі Вебстер, Беккі Грейнджер і Тіна Макінтайр також коротко з'являються.
У 2009 році був випущений ще один спеціальний DVD, Coronation Street: Romanian Holiday. У повнометражній комедійній драмі Рой, Хейлі та Беккі подорожували до Румунії на весілля людини з минулого.  Едді Віндасс також ненадовго з'являється.
BBC замовила одноразову драму під назвою «Дорога на вулицю Коронейшн» про те, як уперше з’явився серіал. Джессі Уоллес грає Пет Фенікс (Елсі Таннер) із Ліндою Барон у ролі Вайолет Карсон (Ена Шарплз), Селією Імрі у ролі Доріс Спід (Енні Уокер) і Джеймсом Роучем у ролі свого батька Вільяма Роуча (Кен Барлоу). Його транслювали 16 вересня 2010 року на BBC Four. 
1 листопада 2010 року вийшов фільм «Вулиця коронації: Історія лицаря». У фільмі повернулися Рег Холдсворт і Керлі Воттс.  Мері намагається відвести Норріса в, очевидно, замок з привидами, де вона сподівалася спокусити його. Розі влаштовується там на роботу і бере Джейсона з собою. Брайан Кепрон також зіграв роль передбачуваного родича Річарда Гіллмана. Він піднімається з озера з комедійним «підморгуванням глядачам» після того, як Хіллман потонув у 2003 році. Також ненадовго з'являється Ріта Салліван.

### Онлайн
21 грудня 2008 року веб-міні-серіал вийшов на ITV.com; називається Corrie Confidential ; у першому епізоді були персонажі Розі та Софі Вебстер у Underworld.
ITV.com запустив невеликий додатковий драматичний серіал під назвою «Щоденники армії Гері», який розповідає про події Гері Віндасса в Афганістані та втрату його найкращого друга Куінні.  Через свою популярність три п'ятихвилинні епізоди були перерізані в один 30-хвилинний епізод, який транслювався на ITV2. 
Вільям Роуч і Енн Кіркбрайд зіграли Кена і Дейрдри в серії з десяти трихвилинних інтернет-серіалів. Перший епізод серіалу під назвою «Історії на ніч Кена та Дейрдри» був активований у День Святого Валентина 2011 року 
У 2011 році в Інтернеті з’явився спін-офф, у якому Гелен Фланаган зіграла роль Розі Вебстер, і слідувала за нею в її пошуках стати супермоделлю під назвою «Просто Розі».
3 лютого 2014 року на ITV.com вийшов ще один веб-мінісеріал; називається Трамвайні історії. Це показало, чим займаються Стів і Ллойд пізно ввечері в офісі свого трамвая. У першому епізоді показано, як Стів і Ллойд готують чашку чаю, а на задньому плані грає «Стриптизерка», що відсилає до етюду сніданку Моркамба та Вайза. У другому епізоді пара змагається з печива.
Під час сюжетної лінії «Хто напав на Кена» міні-серія поліцейських файлів була запущена на офіційному YouTube-каналі Coronation Street. Вони повідомили дані про підозрюваних та можливі мотиви.

### Драматургія
У серпні 2010 року багато персонажів Коронейшн Стріт було виведено на сцену в комедійній п’єсі Джонатана Харві «Коррі!». П'єса була замовлена на святкування 50-річчя телесеріалу та була представлена в Лоурі в Солфорді, Англія  ITV Studios і Phil McIntyre Entertainments. У виставі зібрано шість акторів, які чергують ролі улюблених персонажів, включаючи Ену Шарплз, Хільду Огден, Хейлі та Роя, Річарда Гіллмана, Джека та Віру, Бет Лінч, Стіва, Карен та Беккі. телешоу. З лютим 2011 року по липень 2011 року він гастролював у кінотеатрах Великобританії з запрошеними оповідачами, серед яких Рой Барракло, Кен Морлі та Гейнор Фей. 

## У масовій культурі
У 1984 році британський рок-гурт Queen випустив сингл «I Want to Break Free», який посів 3 місце в чарті синглів Великобританії. Пісня запам'ятовується кліпом, у якому учасники гурту одягнені в жіночий одяг, що пародіює героїв Коронейшн стріт і вважається даниною шоу.  Відео зображує Фредді Мерк'юрі як домогосподарку, начебто Бет Лінч, яка хоче «вирватися» зі свого життя. Незважаючи на те, що Лінч був блондинкою в мильній опері, Мерк'юрі подумав, що він буде виглядати надто безглуздо, як блондин, і вибрав темну перуку. Гітарист Брайан Мей грає іншу, більш спокійну домогосподарку за мотивами Хільди Огден.  У грудні 2022 року американському співаку Бобу Ділану запропонували знятися в епізодичній ролі в Coronation Street після того, як він розповів The Wall Street Journal, що є шанувальником мила ITV. 

## Спонсорство
Cadbury була першим спонсором Coronation Street, починаючи з липня 1996 року  Влітку 2006 року Cadbury Trebor Bassetts була змушена відкликати понад мільйон плиток шоколаду через підозру на зараження сальмонелою, а Coronation Street припинила спонсорство на кілька місяців. У 2006 році Cadbury не продовжила контракт, але погодилася спонсорувати шоу, доки Coronation Street не знайде нового спонсора. 
Harveys потім спонсорував Coronation Street з 30 вересня 2007 року до грудня 2012 року   У фільмі «Coronation Street: Romanian Holiday» Роя та Гейлі Кроппер знімають перед магазином Harveys, а у фільмі «Coronation Street: A Knights Tale» можна побачити вантажівку Harveys, що проїжджає повз будинок на колесах Мері Тейлор. Порівняти The Market виступав спонсором з 26 листопада 2012 року до 30 листопада 2020 року  10 грудня 2020 року було оголошено, що Argos стане новим спонсором Coronation Street з 1 січня 2021 року 
У листопаді 2011 року банкомат Nationwide Building Society у розі магазину Дева Алахана став першим використанням платного продакт-плейсменту в прайм-тайм-шоу Великобританії.  У 2018 році фасади магазинів Co-Op і Costa Coffee були додані до наборів, а також персонажі, які використовують пакети з відповідними логотипами як реквізит. 
Hyundai є спонсором із січня 2015 року в Республіці Ірландія , транслювалося на Virgin Media One.
| рік                    | Назва            | Країна              |
| ---------------------- | ---------------- | ------------------- |
| 1996–2007 роки         | Кедбері          | Великобританія      |
| 2007–2012 роки         | Харві            | Великобританія      |
| 2012–2020 роки         | Порівняйте ринок | Великобританія      |
| 2015–по теперішній час | Hyundai          | Республіка Ірландія |
| 2021–тепер             | Аргос            | Великобританія      |

## Печатні посилання
- Collier, Katherine (2008). Coronation Street: The Epic Novel. Updated by Glenda Young. London: Carlton. ISBN 978-0-233-05097-3.
- Egan, Sean (2010). 50 Years of Coronation Street: The (Very) Unofficial Story. London: JR Books. ISBN 978-1-906779-80-1.
- Hanson, David; Kingston, Jo (1999). Coronation St.: Access All Areas. London: Andre Deutsch. ISBN 978-0-233-99722-3.
- Hardy, Katherine (2008). Coronation Street: The Complete Saga: Over Four Decades of Life on the Street: An Epic Novel of Life in 'the Street' from 1960 to the Present Day. Updated by Glenda Young. Carlton. ISBN 978-0233002477.
- Kershaw, H. V. (1981). The Street Where I Live. London: Granada. ISBN 978-0-246-11734-2.
- Little, Daran (1995). The Coronation Street Story. London: Boxtree. ISBN 978-1-85283-464-7.
- Little, Daran (1998). The Women of Coronation Street. London: Boxtree. ISBN 978-0-7522-2443-5.
- Little, Daran (2000). 40 Years of Coronation Street. London: Andre Deutsch. ISBN 978-0-233-99806-0.
- Little, Daran (2002). Who's Who on Coronation Street. London: Andre Deutsch. ISBN 978-0-233-99994-4.
- Podmore, Bill; Reece, Peter (1990). Coronation Street: The Inside Story. London: Macdonald. ISBN 978-0-356-17971-1.
- Randall, Tim (2010). Fifty Years of Coronation Street. London: Headline Publishing Group. ISBN 978-0-7553-1846-9.
- Tinker, Jack (1987). Coronation Street: A fully illustrated record of television's most popular serial. London: Treasure Press. ISBN 978-0-86273-240-0.

## Відео та DVD посилання
- This Is Coronation Street, Режисер: Джон Блек (DVD) Acorn Media Publishing, 2003
- Вулиця Коронації: Таємниці, Режисер: Джон Блек (DVD) Morningstar Entertainment, 2004
- Coronation Street: Early Days, (Відео) Granada Media Group, 2001
- Вулиця Коронації: Ювілейні роки, (відео) Granada Media Group, 1985
- Вулиця Коронації: Магія, (Відео) Granada Media Group, 1985

## Зовнішні посилання
- Coronation Street at itv.com
- Coronation Street at stv.tv
- Вулиця коронації на сайті IMDb (англ.)